# María Cecilia Largacha
María Cecilia Largacha (Cali, 1969) es una periodista colombiana-ecuatoriana. Es conocida por ser parte del staff de periodistas de Ecuavisa por más de 20 años y hacer periodismo investigativo para Visión 360.

## Primeros años
María Cecilia Largacha nació en Cali, Colombia, en 1969 y viajó junto a su madre a Guayaquil, Ecuador, desde 1986, donde se quedó residiendo. La carrera de periodismo la escogió al azar sin saber qué tendría un talento en la comunicación.

## Carrera
Los primeros medios en los que trabajó ejerciendo su carrera de periodista fueron en Telecentro y diario El Telégrafo. Trabajó como corresponsal de la cadena internacional CBS Telenoticias y por más de 20 años ha sido parte del staff de periodistas de Ecuavisa. Su trabajo en el periodismo ecuatoriano va desde crisis, terremotos o conflictos bélicos, así como el caso de trascendencia social como lo fue el de los contagios y muertes de veintiún pacientes con VIH, la estafa masiva en Machala de miles de depósitos en el caso del notario José Cabrera, entre otros, donde se especializa en el área de la salud, economía y casos judiciales. Gracias a su trabajo periodístico sobre la Hidroeléctrica de Paute en 2007, se conoció el estado crítico de la misma y la razón por la que hubo racionamientos eléctricos.
Es parte del programa Visión 360, de Ecuavisa, conducido por Tania Tinoco, donde realiza periodismo de investigación, desde marzo de 2014, junto a los periodistas Hernán Higuera, Carolina Mella, Tomás Ciuffardi y Andrés López.
En 2016, fue expositora del II Seminario Internacional "Los medios y el periodismo frente al desafío digital" por los 50 años de la Universidad Laica Vicente Rocafuerte de Guayaquil, con el tema "Las nuevas tendencias del periodismo de investigación en televisión y su desarrollo a partir del uso de la web", en el Salón del Hotel Oro Verde.
El 16 de marzo de 2020, junto a su equipo de Visión 360 conformado por Freddy Pérez y Tito Mite, durante la pandemia de enfermedad por coronavirus en Ecuador, entrevistaron a un infectado con el virus del SARS-CoV-2 el cual murió por complicaciones a causa del COVID-19, por lo que Largacha y sus compañeros fueron aislados por el Ministerio de Salud Pública (MSP) que les aseguraron se les realizaría una prueba de COVID-19 el 22 de marzo, sin embargo por más que ella insistió, manidestó que la atención médica proporcionada por la Línea 171 y el MSP nunca llegó, por lo que cuestionó lo confiable de las cifras oficiales de contagiados ya que la gente que podría estarlo no tiene acceso a la confirmación ni a la negativa. Al final se les hizo las pruebas de COVID-19, recibiendo los resultados más de una semana después, donde Largacha dio positivo.

## Reconocimientos
En 2019 recibió el Premio Héctor Agustín Romero a la Mejor Periodista del Ecuador, elegido por el directorio del Colegio de Periodistas de El Oro, en la Casa de la Cultura Bejamín Carrión Núcleo del Oro, el cual consistió en una medalla y busto de Eugenio Espejo.
En 2020 recibió junto al equipo de Visión 360, conformado por Freddy Pérez y Tito Mite, un reconocimiento a lo mejor del periodismo nacional en televisión, por la celebración de los 80 años de la Unión Nacional de Periodistas del Ecuador (UNP).

## Vida personal
Vive junto a su madre en un edificio al norte de Guayaquil y tiene dos perros de nombre Gamín y Olivia, y un gato llamado Batman. Es vegetariana ya que es ama a los animales, los cuales acostumbra a rescatar para sanarlos y luego buscarles un hogar adoptivo.